# Malinau (kabupaten)
Malinau (indonez. Kabupaten Malinau) – kabupaten w indonezyjskim Borneo Północnym. Jego ośrodkiem administracyjnym jest Tanjung Selor.
Kabupaten ten graniczy od zachodu z malezyjskim Sarawakiem. W jego obrębie leży większa część Parku Narodowego Kayan Mentarang. Dawniej należał do Borneo Wschodniego.
W 2010 roku kabupaten ten zamieszkiwało 62 580 osób, z czego 15 062 osób stanowiła ludność miejska, a 47 518 ludność wiejska. Mężczyzn było 33 854, a kobiet 28 726. Średni wiek wynosił 24,49 lat.
Kabupaten ten dzieli się na 15 kecamatanów:
- Bahau Hulu
- Kayan Hilir
- Kayan Hulu
- Kayan Selatan
- Malinau Barat
- Malinau Kota
- Malinau Selatan
- Malinau Selatan Hilir
- Malinau Selatan Hulu
- Malinau Utara
- Mentarang
- Mentarang Hulu
- Pujungan
- Sungai Boh
- Sungai Tubu